# Onomatopeia (DC Comics)
Onomatopeia é um supervilão da DC Comics já tendo enfrentado o Arqueiro Verde e o Batman. Sua primeira aparição foi em Green Arrow #12 (Março 2002). Foi criado por Kevin Smith e Phil Hester.

## Biografia Ficcional do Personagem
Não há muitas características conhecidas do Onomatopeia, incluindo seu nome e características físicas. Quando seu rosto foi parcialmente descoberto descobriu-se que ele é um homem caucasiano. Ele também aparamente, tem uma identidade secreta. Onde tem uma mulher e duas crianças que não tem conhecimento de sua vida dupla.
Onomatopeia é um serial killer que mata heróis sem poderes como o Batman ou o Arqueiro Verde. Ele ganhou seu nome porque ele imita sons ao seu redor, como torneiras pingando, tiros, etc. Parece que ele pode ser capaz de imitar perfeitamente estes sons, mas isso foi deixado em aberto.
Certa vez, ele declarou seu apelido para uma de suas vítimas depois que ele atirou e matou. Esta foi a única vez que ele foi visto falando normalmente.
Ele sempre carrega duas pistolas semi-automática, um rifle sniper (que pode ou não transportar munição real, juntamente com dardos tranquilizantes), um canivete, e é um combatente hábil desarmado.
Sua vestimenta usual consiste de luvas pretas, calças e camisa, com um longo casaco negro e um capuz, faixa preta decorada com círculos concêntricos brancos.
Ele recolhe as máscaras dos heróis que ele mata, mantendo-os em um caso de troféus na casa de sua identidade secreta.
Uma de suas metas foi matar Connor Hawke, o segundo  Arqueiro Verde. Ele atirou contra Connor, que é salvo por seu pai, Oliver Queen (o primeiro e original Arqueiro Verde). Enquanto Connor está sendo operado no hospital, Onomatopeia retorna para terminar o trabalho. Ele mata vários médicos na sala de cirurgia, mas é interrompido por Oliver Queen e Canário Negro. Queen prende-o na baía com uma flecha pronta para disparar, mas o Onomatopeia escapa.
Mais tarde ele é recrutado pela Sociedade Secreta de Supervilões, como parte de um exército que é enviado para conquistar a cidade de Metrópolis, em Crise Infinita. Um exército de super-heróis, com o apoio da Guarda Nacional, com sucesso acaba com a sociedade. Onomatopeia é visto levando um soco no rosto pelo Odd Man, um vigilante fantasiado, sem poderes, exatamente o tipo de vítima do vilão.
Permanece incerto se Onomatopeia é um meta-humano ou não, no entanto, em seu encontro com o Arqueiro Verde, ele levou seis flechas sem parar. Ele levou dois em um ombro, uma no outro, uma entre os dedos primeiro e médio da mão direita, uma através de seu pé direito, uma através da palma da sua mão direita, nenhum dos quais ele retardou ou mesmo prejudicada sua destreza (isto difere da sua luta com o Batman, quando ele mostrou uma grande quantidade de dor após ter o pulso quebrado por Batman). Após ser baleado, ele teve sofre uma queda do telhado do hospital de Star City mas ainda conseguiu fugir antes do Arqueiro Verde conseguir encontrá-lo.

### Confronto com Batman
O personagem voltou aparecer na mini-série em 3 edições Batman: Cacofonia  com roteiro de Kevin Smith e desenhos de Walt Flanagan.
Na história, o Onomatopeia liberta o Coringa e  lhe dá dinheiro para financiar uma guerra de gangues contra Maxie Zeus. Eventualmente ele e Batman se enfrentaram, resultado na derrota do Onomatopeia.
Ele escapou ao ferir mortalmente o Coringa, forçando-o a escolher entre a vida do Coringa ou a sua captura.
O final da terceira edição, revela que o assassino mascarado tem um segredo, e uma vida aparentemente normal, como um marido amoroso e pai de duas filhas. Sua família não tem conhecimento de suas atividades homicidas e ele explica suas lesões ocasionais, como resultado das atividades desportivas, tais como tênis, Polo e caça. Mantendo escondido atrás de uma estante um repertório com todas as máscaras dos heróis que ele matou, tendo os espaços vazios do Batman e do Arqueiro Verde.

## Poderes & Habilidades
Onomatopeia é um excelente atleta, praticante de artes marciais e especialista em armas. Ele carrega duas pistolas semi-automática, um rifle sniper e um canivete. Ele parece ser muito inteligente, depois de ter orquestrado a fuga do Coringa para poder fazer seu embate com Batman, bem como evitar a sua  captura, dando ao Coringa um ferimento quase fatal, fazendo com que Batman se distraia. Também foi especulado que ele poderia possuir resistência sobre-humana e/ou habilidades de cura, explicando como ele sobrevive contrário ferimentos fatais.